# Circonscription d'Åland
La circonscription d'Åland (finnois : Ahvenanmaan maakunnan vaalipiiri) est l'une des 13 circonscriptions électorales pour les élections parlementaires en Finlande,,,.

## Présentation
La circonscription couvre la région d'Åland.
La circonscription couvre les municipalités de Brändö, Eckerö, Finström, Föglö, Geta, Hammarland, Jomala, Kumlinge, Kökar, Lemland, Lumparland, Maarianhamina, Saltvik, Sottunga, Sund et de Vårdö.

## Député élus
| Député            | Période   |
| ----------------- | --------- |
| Arthur Larson     | 1948–1959 |
| Elis Andersson    | 1959–1966 |
| Evald Häggblom    | 1966–1976 |
| Gunnar Häggblom   | 1976–1983 |
| Gunnar Jansson    | 1983–2003 |
| Roger Jansson     | 2003–2007 |
| Elisabeth Nauclér | 2007–2015 |
| Mats Löfström     | 2015–     |

## Résultats

### Années 2020

#### 2023
|                | Coalition ålandaise (ÅS)         | 11 452 | 85,57 | 3,45 |  |  |
|                | Bien-être et égalité             | 923    | 6,90  | 1,34 |  |  |
|                | Coalition des indépendants (ObS) | 514    | 3,84  | Nv.  |  |  |
|                | Initiative durable (HI)          | 494    | 3,69  | Nv.  |  |  |
|                |                                  |        |       |      |  |  |
| Votes valides  | Votes valides                    | 13 383 | 99,06 |      |  |  |
| Votes inv.     | Votes inv.                       | 127    | 0,94  |      |  |  |
| Total          | Total                            | 13 510 | 100   | -    |  |  |
| Abstentions    | Abstentions                      | 14 726 | 52,15 |      |  |  |
| Inscrits/Part. | Inscrits/Part.                   | 28 236 | 48,85 |      |  |  |

### Années 2010

#### 2019
| Parti                  | Parti                            | Voix   | %     | +/-  |
| ---------------------- | -------------------------------- | ------ | ----- | ---- |
|                        | Coalition ålandaise (ÅS) (C-M-L) | 11 640 | 89,02 | 0,50 |
|                        | Indépendant (ÅSD)                | 1 078  | 8,24  | Nv.  |
|                        | Alternative pour Åland (ÅD)      | 358    | 2,74  | Nv.  |
|                        |                                  |        |       |      |
| Votes valides          | Votes valides                    | 13 076 | 98,99 |      |
| Votes blancs et nuls   | Votes blancs et nuls             | 133    | 1,01  |      |
| Total                  | Total                            | 13 209 | 100   |      |
| Abstention             | Abstention                       | 14 455 | 52,25 |      |
| Inscrits/Participation | Inscrits/Participation           | 27 664 | 47,75 |      |

#### 2015
| Parti                  | Parti                              | Voix   | %     | +/-  |
| ---------------------- | ---------------------------------- | ------ | ----- | ---- |
|                        | Coalition ålandaise (ÅS) (C-M-ÅSD) | 10 910 | 89,52 | 8,15 |
|                        | Libéraux pour Åland (L)            | 1 277  | 10,48 | Nv.  |
|                        |                                    |        |       |      |
| Votes valides          | Votes valides                      | 12 187 | 97,66 |      |
| Votes blancs et nuls   | Votes blancs et nuls               | 292    | 2,34  |      |
| Total                  | Total                              | 12 479 | 100   |      |
| Abstention             | Abstention                         | 14 538 | 53,81 |      |
| Inscrits/Participation | Inscrits/Participation             | 27 017 | 46,19 |      |

#### 2011
| Parti                  | Parti                                   | Voix   | %     | +/-  |
| ---------------------- | --------------------------------------- | ------ | ----- | ---- |
|                        | Coalition ålandaise (ÅS) (C-ObS-ÅSD-ÅF) | 8 546  | 81,37 | 4,24 |
|                        | Alliance pour Åland (M-L)               | 1 957  | 18,63 | Nv.  |
|                        |                                         |        |       |      |
| Votes valides          | Votes valides                           | 10 503 | 97,67 |      |
| Votes invalides        | Votes invalides                         | 251    | 2,33  |      |
| Total                  | Total                                   | 10 754 | 100   |      |
| Abstentions            | Abstentions                             | 15 360 | 58,82 |      |
| Inscrits/Participation | Inscrits/Participation                  | 26 114 | 41,18 |      |